# Anne McLaren
Dame Anne Laura Dorinthea McLaren (Londres, 26 d'abril de 1927 – 7 de juliol de 2007) va ser una científica pionera en la biologia del desenvolupament. Amb la seva feina va liderar la fecundació in vitro (IVF) humana. Va rebre molts honors per les seves contribucions a la ciència, com la Orde de l'Imperi Britànic i la d'oficial de la Royal Society (FRS).

## Biografia
McLaren era la filla de Sir Henry McLaren, 2n Baró Aberconway i Christabel Mary Melville MacNaghten. Va néixer a Londres i va viure allà fins a la guerra, quan la seva família es va traslladar a la seva propietat a Bodnant, Gal·les del nord. De nena va aparèixer en la pel·lícula La vida futura, basada en la novel·la The shape of things to come (1933) de H.G. Wells.
Va estudiar zoologia a la Universitat d'Oxford, i es va graduar amb un estudi sobre la infestació d'àcars de la mosca Drosophila sota la supervisió de J. B. S. Haldane, va continuar estudis de postgrau al University College de Londres des de 1949, primer sota la supervisió de Peter Medawar, estudiant la genètica dels conills i després els virus murinosos neurotropics amb la supervisió de Kingsley Sanders. Va obtenir el seu Doctorat el 1952 i el 6 d'octubre d'aquest any es va casar amb el seu company d'estudis Donald Michie.
McLaren va treballar juntament amb la seva parella, Donald Michie, al University College de Londres del 1952 al 1955, i després al Royal Veterinary College, sobre la variació en el nombre de vèrtebres lumbars en ratolins en funció de l'entorn maternal. McLaren més endavant es va dedicar a la recerca sobre la fertilitat en ratolins incloent-hi la superovulació. El 1958, va publicar un article capdavanter a Nature amb John D. Biggers informant del primer èxit en el desenvolupament i naixement de ratolins en vitro, un article que ha estat anomenat "un dels articles més significatius en la història de la biologia reproductiva i la medicina". Durant aquest període, també va tenir dues filles i un fill: Susan Fiona (nascuda el 19 de juny 1955), Jonathan (nascut el 25 de març de 1957) i Carolina (nascuda l'1 d'agost de 1959).
El matrimoni es va divorciar el 1959, i McLaren es va traslladar a l'Institut de Genètica Animal d'Edimburg per continuar la seva recerca. L'experiència de criar els nens tota sola van fer de McLaren una forta defensora del suport públic per la cura dels infants i ella mateixa va esdevenir pionera de les peticions de fons a l'administració per a la cura dels fills de les mares treballadores.
McLaren va invertir els 15 anys següents al seu divorci (1959–1974) en l'Institut de Genètica Animal, estudiant una varietat de temes relacionats amb la fertilitat, el desenvolupament de la epigenètica, incloent-hi el desenvolupament de la transferència embrionària en ratolins, la immunocontracepció, i les característiques esquelètiques de quimerisme.
El 1974, va deixar Edimburg per anar a dirigir la recentment creada Unitat de Desenvolupament de Mamífers del Medical Research Council a Londres. Tant a Edimburg com a Londres va ser admirada pel seu tracte, la seva capacitat investigadora i, també, per la seva relació amb els estudiants i, anys més tard, molts d'ells serien líders dels seus propis grups de recerca arreu del món. El 1992, es va retirar de la Unitat de Desenvolupament Mamífer i es va traslladar a Cambridge, i es va incorporar al Wellcome/CRC Institut, més tard el Gurdon Institut.
La feina de McLaren sovint la va portar fora de la Universitat. Va ser membre de la comissió establerta per investigar les tecnologies de fertilització in vitro (FIV) i embriologia, que posteriorment va produir l'Informe Warnock. Va ser membre del Nuffield Council on Bioethics, 1991-2000.
Va assessorar al govern i al parlament britànics, en la dècada dels vuitanta, sobre la legislació per a la fertilització in vitro. Aquesta Comissió es va establir als pocs anys del naixement de Louise Brown, la primera nena in vitro, i de la polèmica que va suscitar.
Durant les dècades dels vuitanta i els noranta, va augmentar la seva presència pública per explicar les seves investigacions en biologia del desenvolupament i el seu interès social. Sempre va presentar una ciència la pràctica, i ho sentia d'una manera molt intensa, era, abans que res, "divertida". I havia de ser explicada al públic amb senzillesa i rigor.
Els darrers anys de la seva vida va ser membre del Partit Comunista de la Gran Bretanya, la qual cosa li va dificultar els viatges als Estats Units en plena Guerra freda.

## Honors
Des de 1975 pertanyia a la Royal Society però, de 1992 a 1996, va ocupar el càrrec de vicepresidenta i va ser la primera dona triada per a la junta directiva en els més de tres-cents anys d'història de la societat. El 1986, va ser nomenada membre del Royal College of Obstetricians and Gynaecologists per la seva feina pionera sobre la fertilitat. El 1989 va presentar la Conferència Ellison-Cliffe a la Royal Society of Medicine, i de 1990 a 1995 va ser Fullerian Professor de Fisiologia a la Institució Reial.
De 1993 a 1994, va ser presidenta de l'Associació Britànica per al Progrés de la Ciència, i el 1998 va ser nomenada membre de l'Acadèmia de Ciències Mèdiques.
McLaren va ser membre del Nuffield Council on Bioethics 1991-2000. El 2002, va rebre el Premi del Japó amb Andrzej K. Tarkowski per les seves contribucions a la biologia del desenvolupament i el 2007 va rebre el Premi March of Dimes en Biologia del Desenvolupament.

## Mort
Va morir el 7 de juliol de 2007, a la tarda, en un accident a l'autopista M11, al nord de Londres, juntament amb el seu ex-marit, el professor Donald Michie, de 83 anys, i expert en intel·ligència artificial, mentre viatjaven de Cambridge a Londres.
Hi ha un fons amb el nom d'Anne McLaren pel foment dels estudis científics.